# GEORGE (柳ジョージのアルバム)
『GEORGE』（ジョージ）は、日本のロックミュージシャンである柳ジョージが、1982年6月25日にワーナー・パイオニア / Atlantic Recordからリリースした1枚目のオリジナル・アルバムである。

## 解説
キャッチコピーは『Darling I need your loving ―お前と過す夜』。
1981年に、ロックバンド『柳ジョージ&レイニーウッド』が解散後、初となるソロアルバムとして発売され、J-WALKの知久光康と長島進が共同制作した作品となっている。
1985年6月10日に初CD化され、2017年にSHM-CD仕様で再発売された。

## 収録曲

### LPレコード盤
| 全編曲: 長島進・知久光康。 |                                                 |                      |            |       |
| #                          | タイトル                                        | 作詞                 | 作曲       | 時間  |
| 1.                         | 「バルコニーで踊れば…」(DANCING AT THE BALCONY) | T.ジェーン           | 柳ジョージ | 5:03  |
| 2.                         | 「キャデラック」(CADILLAC-FLEET WOOD)           | YABU                 | 長島進     | 4:18  |
| 3.                         | 「海流」(STREAM)                                | トシ・スミカワ       | 長島進     | 4:39  |
| 4.                         | 「俺はマリオネット」(MARIONETTE)                | 柳ジョージ           | 柳ジョージ | 4:44  |
| 5.                         | 「星空の南十字星」(DARLING I NEED YOUR LOVING)  | 水甫杜司・柳ジョージ | 柳ジョージ | 5:10  |
| 合計時間:                  | 合計時間:                                       | 合計時間:            | 合計時間:  | 23:54 |

| #         | タイトル                                      | 作詞           | 作曲       | 編曲             | 時間  |
| --------- | --------------------------------------------- | -------------- | ---------- | ---------------- | ----- |
| 1.        | 「歌舞伎」(KABUKI)                            | 水甫杜司       | 柳ジョージ | 長島進・知久光康 | 5:09  |
| 2.        | 「涙をふいて…」(BABY, DRY YOUR EYES)          | 水甫杜司       | 柳ジョージ | 長島進・知久光康 | 4:50  |
| 3.        | 「80thアべニュー」(80TH AVENUE)               | YABU           | 井上堯之   | 井上堯之         | 4:56  |
| 4.        | 「リトル・ミス・ロージィ」(LITTLE MISS ROSEY) | Mrs.ロージィ   | 柳ジョージ | 長島進・知久光康 | 4:31  |
| 5.        | 「月の雫」(MOONLIGHT DROPS)                   | トシ・スミカワ | 知久光康   | 長島進・知久光康 | 4:45  |
| 合計時間: | 合計時間:                                     | 合計時間:      | 合計時間:  | 合計時間:        | 24:11 |

### CD盤／2017年盤
| #         | タイトル                                        | 作詞                 | 作曲       | 編曲             | 時間  |
| --------- | ----------------------------------------------- | -------------------- | ---------- | ---------------- | ----- |
| 1.        | 「バルコニーで踊れば…」(DANCING AT THE BALCONY) | T.ジェーン           | 柳ジョージ | 長島進・知久光康 | 5:03  |
| 2.        | 「キャデラック」(CADILLAC-FLEET WOOD)           | YABU                 | 長島進     | 長島進・知久光康 | 4:18  |
| 3.        | 「海流」(STREAM)                                | トシ・スミカワ       | 長島進     | 長島進・知久光   | 4:39  |
| 4.        | 「俺はマリオネット」(MARIONETTE)                | 柳ジョージ           | 柳ジョージ | 長島進・知久光康 | 4:44  |
| 5.        | 「星空の南十字星」(DARLING I NEED YOUR LOVING)  | 水甫杜司・柳ジョージ | 柳ジョージ | 長島進・知久光康 | 5:10  |
| 6.        | 「歌舞伎」(KABUKI)                              | 水甫杜司             | 柳ジョージ | 長島進・知久光康 | 5:09  |
| 7.        | 「涙をふいて…」(BABY, DRY YOUR EYES)            | 水甫杜司             | 柳ジョージ | 長島進・知久光康 | 4:50  |
| 8.        | 「80thアべニュー」(80TH AVENUE)                 | YABU                 | 井上堯之   | 井上堯之         | 4:56  |
| 9.        | 「リトル・ミス・ロージィ」(LITTLE MISS ROSEY)   | Mrs.ロージィ         | 柳ジョージ | 長島進・知久光康 | 4:31  |
| 10.       | 「月の雫」(MOONLIGHT DROPS)                     | トシ・スミカワ       | 知久光康   | 長島進・知久光康 | 4:45  |
| 合計時間: | 合計時間:                                       | 合計時間:            | 合計時間:  | 合計時間:        | 48:05 |

## 楽曲解説
1. バルコニーで踊れば…
2. キャデラック
3. 海流
4. 俺はマリオネット
5. 星空の南十字星
  - ソロデビューシングル。
  - MBS・TBS系木曜座『さりげなく憎いやつ』主題歌[3]
6. 歌舞伎
  - 1982年10月10日にシングルカットされた。
7. 涙をふいて…
  - シングル「星空の南十字星」のカップリング曲。
8. 80thアべニュー
  - 作曲と編曲に井上堯之が担当した。
9. リトル・ミス・ロージィ
10. 月の雫
  - シングル「歌舞伎」のカップリング曲。

## 参加ミュージシャン

### THE BAND OF NITE FAMILY
- Gutar : 柳ジョージ, 知久光康, 井上堯之
- Bass : 長島進, 佐々木隆典
- Drums : 田切純一, 田中清司
- Keyboards : 杉田裕, 大野克夫
- Trumpet: TAKATOKI YOSHIOKA, LONG NAKAJIMA
- Tenor sax. : TAKUJI SAKURAI
- Background vocal : A & B-CO YAMANE SISTERS[注釈 1], J-WALK